# 长头红娘鱼
长头红娘鱼（学名：Lepidotrigla longifaciata）为輻鰭魚綱鮋形目牛尾魚亞目鲂鮄科红娘鱼属的鱼类。分布于日本南部以及中国东海等海域，體長可達20公分。该物种的模式产地在土佐湾。